# Barbade aux Jeux paralympiques
La Barbade a participé pour la première fois aux Jeux paralympiques aux Jeux paralympiques d'été de 2000 à Sydney. Elle n'a remporté aucune médaille dans cette compétition.   